# 日內瓦 (內布拉斯加州)
日內瓦（英語：Geneva）是一個位於美國內布拉斯加州菲爾莫爾縣的城市。根據2010年美國人口普查，該地共人口2217人，而該地的面積約為5.86平方千米。同時該地也是菲爾莫爾縣的縣治。

## 地理
日內瓦的座標為40°31′35″N 97°36′07″W / 40.52639°N 97.60194°W，而該地的平均海拔高度為501米（即1644英尺）。